# Benedetto Barberini
Pour les articles homonymes, voir Barberini, Colonna et Sciarra.
Benedetto Barberini Colonna di Sciarra (né le 22 octobre 1788 à Rome, alors capitale des États pontificaux et mort le 10 avril 1863 dans la même ville) est un cardinal italien du XIXe siècle. Il est un petit-neveu des cardinaux Girolamo Colonna di Sciarra et Prospero Colonna di Sciarra.

## Biographie
Benedetto Barberini exerce diverses fonctions au sein de la Curie romaine, notamment comme préfet de la Maison pontificale. 
Le pape Leon XII le crée cardinal in pectore lors du consistoire du 2 octobre 1826. Sa création est publiée le 15 décembre 1828. 
Le cardinal Barberini participe au conclave de 1829, lors duquel Pie VIII est élu pape, et à ceux de 1830-1831 (élection de Grégoire XVI) et de 1846 (élection de Pie IX). Il est préfet de la Congrégation de l'immunité ecclésiastique à partir de 1834. Il est camerlingue du Collège des cardinaux en  1856-1857. En 1862, il devient encore secrétaire des brefs apostoliques.

### Source
- Fiche du cardinal Benedetto Barberini sur le site fiu.edu